# Feegletscher
Feegletscher – wielki lodowiec o długości 4,7 km (2005 r.) i powierzchni 13,83 km² (2015 r.), położony w Alpach Pennińskich w kantonie Valais w Szwajcarii.
Feegletscher spływa w kierunku wschodnim i północno-wschodnim, ku dolinie Saastal, spod całej grani masywu Mischabel od Lenzspitze na północy przez Dom po przełęcz Mischabeljoch  i dalej po Allalinhorn na południu. Lodowiec nie stanowi jednolitej pokrywy lodowej, jego masy porozdzielane są idącymi wzdłuż linii spływu długimi i wysokimi do ok. 200 m żebrami i ścianami skalnymi. Pola firnowe lodowca sięgają najwyżej aż po sam szczyt Alphubel (4206 m n.p.m.). Jego jęzor schodzi nad Saas-Fee do wysokości ok. 2180 m n.p.m.
Podobnie jak inne lodowce alpejskie Feegletscher jest obecnie w regresji. W latach 1883–2019 jego długość uległa skróceniu o 1089 m.